# Indotyphlops schmutzi
Indotyphlops schmutzi es una especie de serpientes de la familia Typhlopidae.

## Distribución geográfica
Es endémica de Komodo y Flores, en las islas menores de la Sonda (Indonesia).